# Кольонія-Седлиська
Кольонія-Седлиська (пол. Kolonia Siedliska) — село в Польщі, у гміні Войцешкув Луківського повіту Люблінського воєводства.
У 1975-1998 роках село належало до Седлецького воєводства.